# 신톈디

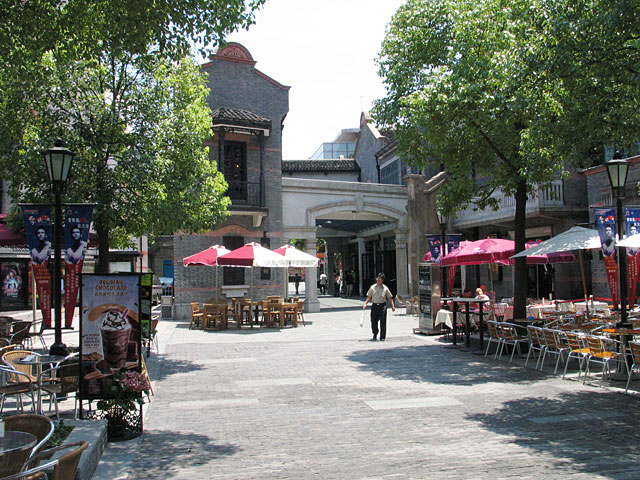
상하이 신천지

신톈디(신천지, 중국어: 新天地, 병음: xīn tiān dì)는 중화인민공화국 상하이시의 현대적인 자동차가 없는 쇼핑거리, 미식, 엔터테인먼트의 거리이다.

## 개요
프랑스 조계시대의 오래된 건축물과 중국의 전통적인 룽탕(弄堂)까지 현대와 과거가 잘 조합된 대표적인 상하이의 관광지이다.
또한 중공일대회지가 이곳에 있어서, 중국인들은 역사적으로 자부심을 갖는 곳이기도 하다.
이곳은 크게 세 부분은 나뉘어 있는데, 전통적인 룽탕(弄堂, 좁은 골목길)에 다닥다닥붙은 전통가옥들, 씨네플렉스가 있는 현대적인 쇼핑몰, 그리고 서점과 까페, 식당을 하는 지역이다. 대부분의 까페와 레스토랑은 내외부의 앉을 자리를 마련해 두고 있다.

## 교통
가장 가까운 지하철역은 상하이 지하철 1호선 황피난루역(黄陂南路)이다. 이곳에서 걸어서 황피난루로 내려오거나 마땅루에서 5분 정도 소요되는 거리이다.

## 주요 장소
- 근처에 대한민국 임시 정부 상하이 청사가 있다.
- 동타이루(東台路), 골동품 시장

## 같이 보기
- 톈쯔팡